# Aleixo III Ângelo
Aleixo III Ângelo (em grego: Αλέξιος Γ' Άγγελος) (c. 1153 - Niceia, 1211) foi imperador bizantino entre 1195 e 1203.

## O início
Aleixo III Ângelo era o segundo filho de Andrónico Ângelo e de Eufrósine Castamonitissa (c.  1125–1195). Andrónico era ele próprio filho de Teodora Comnena Angelina, a filha mais nova do imperador Aleixo I Comneno e de Irene Ducena. Aleixo Ângelo era portanto membro da família imperial em sentido alargado. Juntamente com o seu pai e com os seus irmãos, Aleixo conspirara contra o imperador Andrónico I Comneno (ca.  1183), e passara, por isso, vários anos exilado em cortes muçulmanas, inclusive na de Saladino.
O seu irmão mais novo, Isaac, foi ameaçado de morte por ordem do seu primo direito assim que Andrónico I foi afastado do trono a 11 de Setembro de 1185. Isaac, desesperado, atacou os agentes imperiais e matou o seu comandante, Estêvão Hagiocristoforita. Refugiou-se em seguida na basílica de Santa Sofia e daí apelou à população de Constantinopla. Com isto causou um motim que levou ao afastamento de Andrónico I e à aclamação como imperador de Isaac II Ângelo.

## Reinado
Em 1190 Aleixo Ângelo regressara à corte do seu irmão mais novo, das mãos do qual recebeu o alto título de sebastocrator. Em 1195, enquanto Isaac II caçava na Trácia, Aleixo foi aclamado imperador pelas tropas com a conivência da esposa de Isaac, Eufrósine Ducena Camaterina. Aleixo capturou Isaac em Estágira na Macedónia, vazou-lhe os olhos e manteve-o a ferros sempre perto de si, embora Isaac o tivesse resgatado da prisão em Antioquia e o tivesse cumulado com honrarias.
Para redimir-se deste crime e ao mesmo tempo consolidar a sua posição no trono, Aleixo teve de distribuir dinheiro tão generosamente que deixou o tesouro vazio, e tratou os oficiais do exército tão benevolentemente que o império ficou praticamente sem defesa. A imperatriz Eufrósine Ducena Camaterina, competente e enérgica, tentou em vão suster a sangria financeira; Vatatzes, o seu homem de mão favorito na tentativa de reformar o império, acabou por ser assassinado por ordem do imperador.
No Oriente o império estava a ser avassalado pelo Seljúcidas; a norte os búlgaros e os valáquios abatiam-se sobre as planícies da Macedónia e da Trácia sem que ninguém se lhes opusesse, e Joanitzes da Bulgária tomou várias cidades importantes, enquanto Aleixo gastava somas astronómicas em palácios e jardins e tentava resolver a crise por via diplomática. As tentativas do imperador de fortalecer as defesas do império através de concessões a aristocratas bizantinos e búlgaros nas regiões fronteiriças deu maus resultados, uma vez que aqueles aproveitaram para se estabelecerem como senhorios independentes. A autoridade bizantina sobreviveu, mas num enquadramento muitíssimo enfraquecido.

## Quarta Cruzada
Pouco depois Aleixo viria a defrontar-se com uma ameaça ainda mais impressionante. Em 1202 os príncipes ocidentais reunidos em Veneza lançaram a Quarta Cruzada. Aleixo Ângelo, filho do deposto Isaac II, fugira havia pouco de Constantinopla e apelara para os Cruzados, prometendo-lhes o fim do Grande Cisma do Oriente cisma entra as igrejas Ortodoxa e Católica, o custo do seu transporte e apoio militar aos Cruzados, se estes o ajudassem a depor o tio e colocassem a ele no trono que fora de seu pai.
Os cruzados, cujo objectivo inicial era o Egito, deixaram-se convencer a desviar o rumo para Constantinopla, diante da qual surgiram em Junho de 1203, proclamando Aleixo como imperador e incitando a população da capital a derrubar Aleixo III. O imperador não tomou medidas para resistir, e as suas tentativas para subornar os cruzados fracassaram. O seu cunhado, Teodoro Láscaris, o único a esboçar um movimento de resistência, foi derrotado em Escodra, e teve início o cerco de Constantinopla.
A 17/18 de Julho os cruzados, comandados pelo idoso Doge Henrique Dândolo, escalaram as muralhas e tomaram a cidade de assalto. Durante os combates no interior das muralhas Aleixo III escondeu-se no palácio e, por fim, meteu-se num barco e fugiu com uma das suas filhas, Irene, com todos os tesouros que conseguiu juntar, rumo a Develton na Trácia, deixando para trás a sua mulher e demais filhas. Isaac II, tirado da prisão e envergando novamente a púrpura imperial, recebeu apoteoticamente o seu filho.

## O exílio
Aleixo tentou organizar a resistência ao novo regime a partir de Adrianópolis e depois de Mosinópolis, onde se lhe juntou o futuro usurpador Aleixo Ducas Múrzuflo em Abril de 1204, depois da queda definitiva de Constantinopla para os cruzados e do estabelecimento do Império Latino.
Inicialmente Aleixo III recebeu bem Aleixo Ducas, concedendo-lhe mesmo a mão da sua filha, Eudócia, em casamento. Mais tarde Aleixo V foi cegado e abandonado à sua sorte pelo sogro, que fugiu dos cruzados para a Tessália. Ali, Aleixo III rendeu-se, com a sua mulher, ao marquês Bonifácio de Monferrato, que se estabelecera como governante do efémero Reino de Salonica.
Tentando escapar da "protecção" de Bonifácio, Aleixo III tentou encontrar asilo junto de Miguel I Ducas, déspota do Epiro, em 1205. Capturado por Bonifácio, Aleixo III e os seus acompanhantes foram mandados para Monferrato, antes de serem trazidos de volta a Salonica por volta de 1209. Por esta altura o imperador deposto foi resgatado por Miguel I do Epiro, que o enviou para a Ásia Menor, onde o genro de Aleixo, Teodoro I Láscaris criara um estado para resistir aos latinos, o Império de Niceia.
Aqui Aleixo III conspirou contra o seu genro depois deste ter-se recusado a aceitar a autoridade de Aleixo, no que foi apoiado por Gaiasadino I, sultão de Rum. Na Batalha de Antioquia, nas margens do rio Meandro, em 1211, o sultão foi derrotado e morto, e Aleixo III foi capturado por Teodoro Láscaris. Aleixo III foi encerrado num mosteiro em Niceia, onde veio a falecer em 1211.

## Relações familiares
Foi filho de Andrónico Ângelo (outubro de 1130 - c. 1185) e de Eufrósine Castamonitissa (c. 1150 - 1195), filha de Teodoro Castamonita (1099 -?). Do seu casamento com Eufrósine Ducena Camaterina (c. 1555 - 1211), filha de Andrónico Ducas Camatero, e de Qirwerne, princesa do Reino Zagué. Aleixo teve três filhas:
1. Irene Angelina, que se casou com (1.º) Andrónico Contostefano, e (2.º) Aleixo Paleólogo, através do qual era avó do imperador Miguel VIII Paleólogo.
2. Ana Angelina (1175 - 1212), que se casou com (1.º) o sebastocrator Isaac Comneno, sobrinho-neto do imperador Manuel I Comneno, e (2.º) Teodoro I Láscaris, imperador de Niceia.
3. Eudócia Angelina, que se casou com (1.º) o rei Estêvão I Prvovenčani da Sérvia, (2.º) o imperador Aleixo V Ducas, e (3.º) Leão Esguro, governador de Corinto.